# Irene Khan

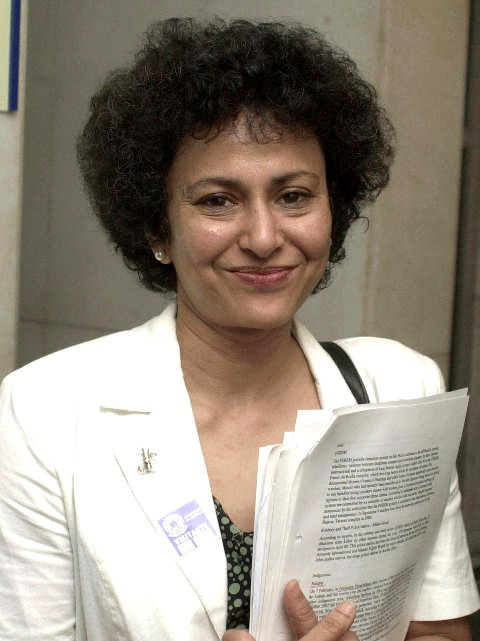
Irene Khan, november 2003

Irene Zubaida Khan (Dhaka, Bangladesh, 24 december 1956) was van 2001 tot 31 december 2009 de zevende internationale secretaris-generaal van Amnesty International. Zij is jurist en was voordien werkzaam bij het Vluchtelingencommissariaat van de Verenigde Naties UNHCR.

## Beginjaren
In het door armoede en burgeroorlog geteisterde Oost-Pakistan groeide Khan in een relatief rijke familie op. In 1971 scheidde het land zich van Pakistan af onder de naam Bangladesh. De periode van burgeroorlog en mensenrechtenschendingen vormden de denkbeelden van de jonge activiste. Ze verkreeg asiel in Noord-Ierland.
Aan de Universiteit van Manchester studeerde Khan rechten, waarvoor ze zich al sinds haar kindertijd interesseerde. In de Verenigde Staten vervolgde zij haar studie aan de Harvard Law School, waar ze zich specialiseerde in volkenrecht en mensenrechten. Omdat Khan direct met mensen wil werken om hun leven te verbeteren, nam ze in 1977 mede het initiatief tot oprichting van de ontwikkelingsorganisatie Concern Universal en begon ze in 1979 met mensenrechtenwerk in de Internationale Juristencommissie.

## Carrière bij de VN
Vanaf 1980 werkte Khan voor het Hoog Commissariaat voor de Vluchtelingen (UNHCR) van de Verenigde Naties. Van 1991 tot 1995 was ze Senior Executive Officer van Sadako Ogata, de Hoge Vluchtelingencommissaris. Ze werd in 1995 tot UNHCR Missiechef van India benoemd, waarmee ze de jongste UNHCR-vertegenwoordiger van een land was. Drie jaar later leidde ze het Centrum voor Onderzoek en Documentatie van de UNHCR. Tijdens de Kosovo-oorlog in 1999 leidde ze de UNHCR-werkgroep in Macedonië. Een jaar later werd ze tot plaatsvervangend directeur voor internationale bescherming benoemd.

## Carrière bij Amnesty International
In augustus 2001 werd Khan secretaris-generaal bij Amnesty International. Ze is de eerste vrouw, de eerste Aziaat en de eerste moslim die deze functie bij Amnesty bekleedt. Ze aanvaardde de leiding op het moment dat het veertigjarige Amnesty besloot tot een reeks beleidswijzigingen om zich aan de veranderende mensenrechtensituatie en nieuwe ontwikkelingen als gevolg van de aanslagen van 11 september 2001 aan te passen.
Gedurende haar eerste ambtsjaar hervormde ze de manier van optreden in crisissituaties, waarbij ze op hoog niveau persoonlijk leiding gaf aan missies naar Pakistan gedurende de inval in Afghanistan, naar Israël, de Westelijke Jordaanoever en de Gazastrook vlak na de inval van Israël in Jenin en naar Colombia in verband met de verkiezingen van mei 2003. 
Vanuit haar persoonlijke zorg over geweld tegen vrouwen riep ze tijdens persoonlijke ontmoetingen president Musharraf van Pakistan, president Emile Lahoud van Libanon en premier Khaleda Zia van Bangladesh op om de bescherming van de rechten van vrouwen meer prioriteit te geven. Ze initieerde een proces van overleg met vrouwelijke activisten ter voorbereiding van een wereldwijde Amnesty-campagne over geweld tegen vrouwen.
Khan legt zich ook toe op het attenderen op verborgen vormen van mensenrechtenschendingen. In Australië vestigde ze de aandacht op het lot van gedetineerde asielzoekers. In Burundi ontmoette ze overlevenden van massamoorden en verzocht ze president Pierre Buyoya en andere partijen in het conflict om de vicieuze cirkel van geweld te beëindigen. In Bulgarije leidde ze een campagne voor het beëindigen van discriminatie van geestelijk gehandicapten.
Eind 2009 kreeg ze van Amnesty International een vertrekpremie van 600.000 euro.

## Titels
Ze kreeg reeds verschillende academische prijzen waaronder een Ford Fellowship, de Sidney Peace prize van 2006 en een eredoctoraat van de Universiteit Gent in 2007. De UGent richtte tezelfdertijd een Amnesty International-stoel op.